# Hildur Stavenow
Hildur Kerstin Mathilda Stavenow, tidigare Gudmundsson, född 22 oktober 1870 i Stockholm, var en svensk skådespelerska.

## Biografi
Hildur Stavenow föddes 1870 i Stockholm. Hon var från 1887 till 1888 elev vid Kungliga teatern och var från 1888 till 1890 anställd vid Svenska teatern i Stockholm. Stavenow var från 1890 till 1893 anställd hos Hjalmar Selander, från 1893 till 1895 hos Albert Ranft, från 1895 till 1896 hos August Lindberg, från 1896 till 1897 vid Södra teatern i Stockholm och från 1897 vid Svenska teatern i Helsingfors.
Stavenow har bland annat innhaft rollerna Alma i Ära, Lena i Tofslärkan, Hedvig i Vildanden, Fanny i En skandal, Solveig i Peer Gynt och Ofelia i Hamlet.
Stavenow var gift med skådespelaren Arthur Stavenow. Han avled i Helsingfors 1904.